# غدية الفم
غُديَّة الفم أو الصُمَيْمَاء (الاسم العلمي: Adenostoma) أو أدانُصطومة هو جنس من الشجيرات في عائلة الورد ( الوردية ) التي تحتوي على نوعين فقط. كلاهما من ولاية كلفرنية.